# Hadwen Island
Hadwen Island är en ö i Kanada.   Den ligger i territoriet Northwest Territories, i den nordvästra delen av landet, 4 100 km nordväst om huvudstaden Ottawa. Arean är 10,1 kvadratkilometer.
Terrängen på Hadwen Island är mycket platt. Öns högsta punkt är 31 meter över havet. Den sträcker sig 3,1 kilometer i nord-sydlig riktning, och 6,7 kilometer i öst-västlig riktning.